# 황금의 태양: 잃어버린 시대
《황금의 태양: 잃어버린 시대》는 카멜롯이 개발하고 닌텐도가 배급한 2002년 롤플레잉 비디오 게임이다. 《황금의 태양》 시리즈의 두 번째 작품으로, 본래 전작 《황금의 태양: 열린 봉인》의 후반부로 기획됐으나 용량 및 분량상 분리돼 발매된 후속작이다. 게임보이 어드밴스 플랫폼으로 제작돼 일본에서 2002년 6월 28일 처음 출시됐으며, 2003년에 북미 및 유럽 지역에서 발매됐다.
이야기는 전작 《열린 봉인》에서 바로 이어지며 전작의 반동인물이었던 알렉스의 시점상으로 진행된다. 플레이어는 게임 링크 케이블나 비밀번호를 통해 《열린 봉인》의 캐릭터 육성상황과 물품들을 이어받을 수 있다.
발매 당시 《황금의 태양: 잃어버린 시대》은 평론가와 일반인에게 모두 호평을 받았다. 2014년, 전작과 함께 Wii U의 버추얼 콘솔을 통해 디지털 재발매됐다.

## 반응
《황금의 태양: 잃어버린 시대》는 메타크리틱에서 86%, 게임랭킹스에서 87%의 평점을 받았다. 이는 전작 《황금의 태양: 열린 봉인》이 각각 받은 91%, 90%보다 조금 낮은 수치이다.

## 참조

### 내용주
1. ↑  일본어: 黄金の太陽 失われし時代, 영어: Golden Sun: The Lost Age